# Vorstendom Anhalt-Zerbst (1396-1508)
Het vorstendom Anhalt-Zerbst was een land in het Heilige Roomse Rijk. Anhalt-Zerbst ontstond in 1396 na de verdeling van het Anhalt-Zerbst tussen de broers Sigismund I en Albrecht IV, waarbij Sigismund I de gebieden aan de rechterzijde van de Elbe kreeg, met als hoofdstad Zerbst.
Na de dood van Sigismund I nam zijn broer Albrecht IV als regent voor zijn minderjarige neven de regering over. In 1413 moest hij na een strijd met zijn neven zijn eigen Vorstendom Anhalt-Köthen-Dessau aan de linkerzijde van de Elbe aan hen afstaan. Ook de stad Zerbst weigerde Albrecht IV leenhuldiging. Na Albrechts dood viel het grootste deel van Zerbst, met uitzondering van het kasteel, aan zijn neven in Köthen-Dessau. Albrechts drie zoons regeerden gezamenlijk vanuit Coswig. De oudste zoon, Adolf I, verplaatste na de dood van zijn broer Waldemar IV zijn residentie naar het kasteel van Zerbst. Adolf en zijn neef George I van Anhalt-Köthen-Dessau voerden voortdurend strijd over het bezit van Zerbst. George moest voor korte tijd een deel Köthen afstaan aan Adolf. Na een bemiddeling van de keurvorst van Brandenburg in 1440 werd besloten dat Zerbst gezamenlijk bezit van alle vorsten van Anhalt zou worden. In 1460 werden na Adolf en zijn broer Albrecht V alleenheerser van Zerbst, maar zijn moesten hun deel van Köthen daarvoor wel weer afstaan aan George I.
Zowel Magnus als Adolf II, de laatste vorsten van Anhalt-Zerbst, waren geestelijken. In 1508 traden ze af en stonden hun land af aan de vorsten van Anhalt-Dessau en Anhalt-Köthen, die het gebied onder elkaar verdeelden.

## Vorsten
Sigismundische linie
- 1396 - 1405: Sigismund I
- 1405 - 1413: Waldemar IV, George I, Sigismund II en Albrecht VI onder regentschap van Albrecht IV

Albrechtse linie
- 1413 - 1424: Albrecht IV
- 1424 - 1436: Adolf I, Waldemar V en Albrecht V
- 1436 - 1473: Adolf I en Albrecht V
- 1473 - 1475: Albrecht V
- 1475 - 1484: Magnus en Adolf II
- 1484 - 1500: Magnus, Adolf II en Filips[1]
- 1500 - 1508: Magnus en Adolf II